# Michael Christoph Siricius
Michael Christoph Siricius (* August 1679 in Lübeck; † 1749 ebenda) war Sekretär des Hansekontors in Bergen (Norwegen).

## Leben
Michael Christoph Siricius entstammte einer den Lübecker Bergenfahrern nahestehenden Gelehrtenfamilie und war der Sohn des Lübecker Ratssekretärs Christoph Siricius und Neffe des ehemaligen Kontorsekretärs in Bergen und späteren Lübecker Bürgermeisters Johann Siricius. Siricius hatte das Studium der Rechtswissenschaften mit der Promotion zum Lizentiaten beider Rechte beendet. Er war zunächst zehn Jahre lang Sekretär des dänischen Landvogts in Meldorf, wo er häufiger mit der Regierung in Kopenhagen zu tun hatte. Er wurde von dem Lübecker Bürgermeister Adolf Mattheus Rodde als Nachfolger des 1717 scheidenden Sekretärs des Bergener Kontors Christian Wilhelm Höltich vorgeschlagen und von den Ältermännern der Korporationen der Bergenfahrer in Bremen, Hamburg und Lübeck, nicht zuletzt wegen seiner familiären Vorbelastung für diese Aufgabe, akzeptiert, so dass er zum 1. Mai 1717 mit einem Jahresgehalt von 300 Reichstalern zum neuen Kontorssekretär bestellt wurde. Ende Mai 1717 traf er von Hamburg aus über die Nordsee segelnd in Bergen ein. Die an ihn geknüpften allseitigen Hoffnungen wurden jedoch nicht erfüllt. Seine Korrespondenz wurde als nachlässig bezeichnet, den Kollegien in den Hansestädten reichten die durch ihn erteilten Informationen aus Bergen nicht aus, Abrechnungsunterlagen aus Bergen trafen erst nach mehrmonatiger Verspätung ein, so dass einzelnen Bergenfahrern in Deutschland wirtschaftlicher Schaden entstand. Die Bremer Bergenfahrer drangen bereits 1722 darauf, ihm zu kündigen. Die Lübecker übten hingegen noch Solidarität mit Siricius, bis auch die Hamburger Bergenfahrer seine Entlassung forderten. Den Schlusspunkt unter seine Tätigkeit als Sekretär in Bergen hatte er allerdings selbst gesetzt: im Jahr 1723 konnte er seine eigenen Repräsentationsausgaben in Bergen nicht mehr bedienen. Durch Einladungen veranlasste Weinrechnungen des Wirts im Weinkeller des Kontors auf Bryggen konnten im Wege der Zwangsvollstreckung nicht beigetrieben werden, so dass Siricius im Arresthaus im Keller unter dem Rathaus von Bergen in Schuldhaft genommen wurde. In der Haft wurde er durch seinen Amtsnachfolger in Bergen Tobias Anton Maysaal betreut, der auch Nachrichten über Haftbedingungen und Zustand des Häftlings weiter leitete. Mit Geldern seiner nächsten Lübecker Verwandten konnte nach über einem Jahr Haft 1724 seine Freilassung bewirkt werden. 1725 erhielt er in Lübeck eine Stelle als Adjunkt der Ratskanzlei. Er heiratete 1726 die Tochter eines Lübecker Advokaten und wurde 1749 im Grab seines Schwiegervaters beigesetzt.
Sein Bruder war der Pastor Johann Hermann Siricius in Travemünde.